# Tramlijn 3 (Haaglanden)
Tramlijn 3 van HTM is een voormalige tramlijn in de regio Haaglanden, in de Nederlandse provincie Zuid-Holland.
Van 1907 t/m 1943 werd een gedeelte van het traject met tussenpozen ook bereden met het lijnnummer "3A".
Sinds 12 februari 2007 exploiteert de HTM een lijn van RandstadRail met het lijnnummer 3.

## Geschiedenis

### 1906-1966
- 18 maart 1906: Lijn 3 werd ingesteld op het traject Groot Hertoginnelaan/Valkenbosplein - Buitenhof. Het traject werd overgenomen van paardentramlijn C, de groene lijn, die op dezelfde dag op dit traject werd opgeheven. In het ontwerp-tramplan 1904 werd deze lijn nog aangeduid met de letter C. De lijnkleur van lijn 3 en 3a was groen|groen.[1]
- 21 april 1906: Lijn 3 werd doorgetrokken naar het Bezuidenhout. Het eindpunt Buitenhof werd verlegd naar de Bezuidenhoutseweg/De Moucheronstraat. Het tracégedeelte Buitenhof - Plein - Laan van Nieuw Oost-Indië was het restant van paardentramlijn C, die op dezelfde dag geheel werd opgeheven.
- 10 maart 1919: Het eindpunt Groot Hertoginnelaan/Valkenbosplein werd verlegd naar de Lijsterbesstraat.
- 1 september 1924: Het eindpunt Bezuidenhoutseweg/De Moucheronstraat werd verlegd naar de Bezuidenhoutseweg/Zuidwerflaan (Marlot).
- 25 mei 1925: Het eindpunt Bezuidenhoutseweg/Zuidwerflaan werd verlegd naar de Leidschestraatweg.
- 1 mei 1928: Het trajectdeel door de Prinsestraat werd verruild voor een nieuwe route door de Torenstraat. Anderhalve maand later werd deze routewijziging gecompleteerd toen ook het trajectdeel over de Bilderdijkstraat en de Vondelstraat (in plaats van over Prinsessewal/Piet Heinstraat/Elandstraat) in gebruik werd genomen. De Vondelstraatdoorbraak had een aanzienlijke versnelling van de lijn ten gevolg tussen het Kerkplein en Den Haag-west.
- 24 maart 1931: Het eindpunt Lijsterbesstraat werd verlegd naar de Kwartellaan/Laan van Poot. Het eindpunt Leidschestraatweg werd teruggebracht naar het station Den Haag Staatsspoor. Het traject Staatsspoor - Leidschestraatweg werd overgenomen door lijn 13.
- 9 december 1942: Het eindpunt Kwartellaan/Laan van Poot in de Vogelwijk moest vervallen vanwege de door de Duitse bezetter geëiste aanleg van de Atlantikwall. Het eindpunt werd teruggebracht naar het Goudenregenplein.
- 29 december 1942: Lijn 3 werd tijdelijk opgeheven. De route werd overgenomen door de ondersteunende ""lijn 3A".
- 5 maart 1943: Lijn 3A werd opgeheven. De route werd weer overgenomen door lijn 3 op het traject Goudenregenplein - Staatsspoor.
- 17 november 1944: De dienst op alle Haagse tramlijnen werd gestaakt vanwege energieschaarste.
- 11 juni 1945: Lijn 3 werd heropend op het traject Goudenregenplein - Tournooiveld/Lange Voorhout.
- 27 juni 1945: Het eindpunt Tournooiveld/Lange Voorhout werd weer verlegd naar het Staatsspoor.
- 24 december 1945: Het eindpunt Goudenregenplein werd verlegd naar Nieboerweg/Dr. van Welylaan.
- 31 oktober 1946: Het eindpunt Nieboerweg/Dr. van Welylaan werd verlegd naar de Duivelandsestraat/Pluvierstraat.
- 21 december 1951: Het eindpunt Duivelandsestraat/Pluvierstraat werd verlegd naar het Markenseplein.
- 1 december 1955: Het eindpunt Markenseplein werd verlegd naar de Kwartellaan/Laan van Poot. De route voerde over de Goudsbloemlaan vanaf het Goudenregenplein. Dit traject was door de bouw Atlantikwall sinds 9 november 1942 buiten gebruik geweest.
- 30 oktober 1966: Lijn 3 werd opgeheven op het traject Kwartellaan/Laan van Poot - Laan van Meerdervoort na invoering van het Plan Lehner. De lijn wordt met lijn 7 gecombineerd.

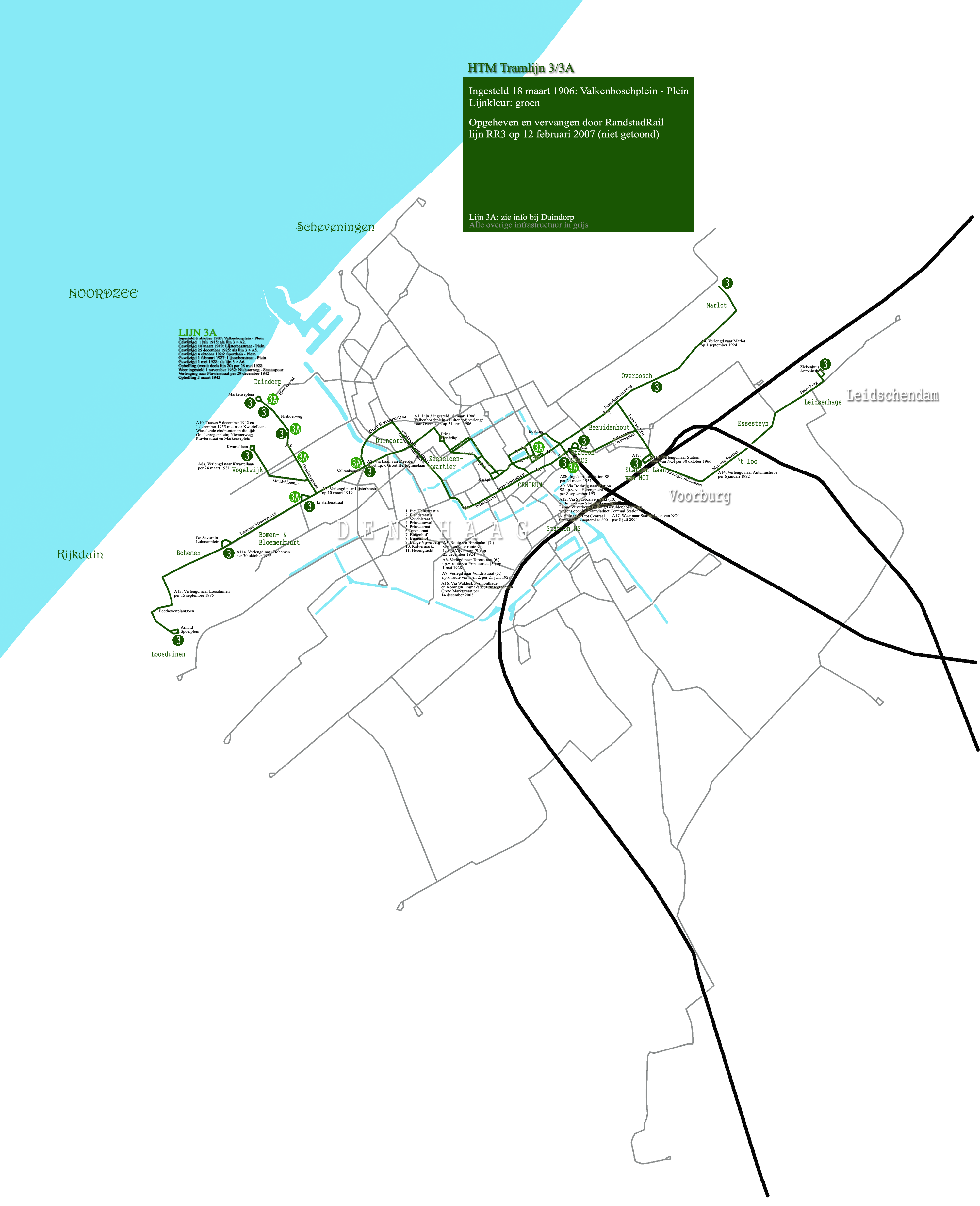
Overzicht van de routes van lijn 3/3A tussen 1906 en 2007.
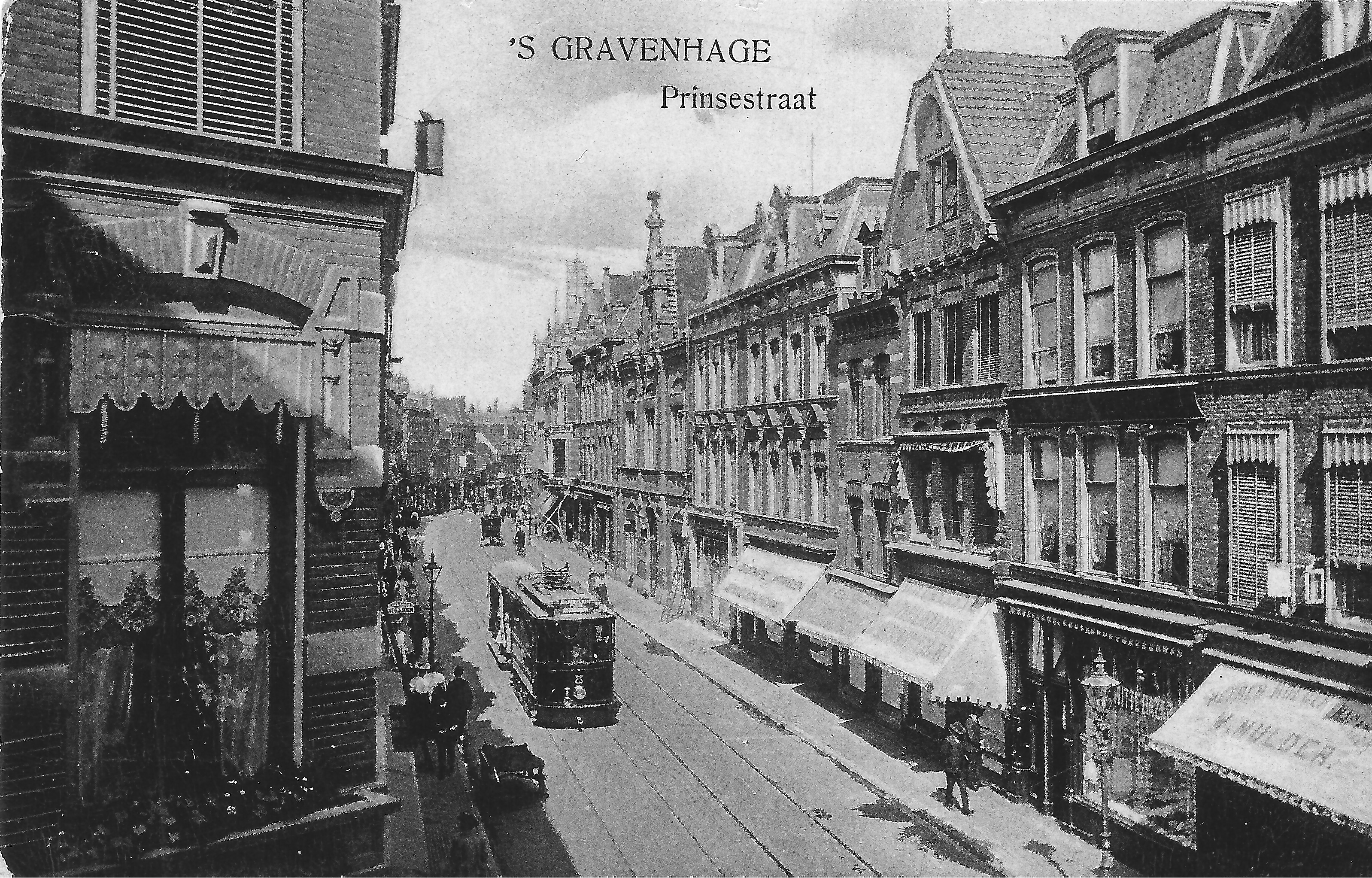
Motorwagen 8, in de afleveringskleur donkerblauw, rijdt in de Prinsestraat met een open aanhangwagen in de richting van de Grote Kerk, 1907.
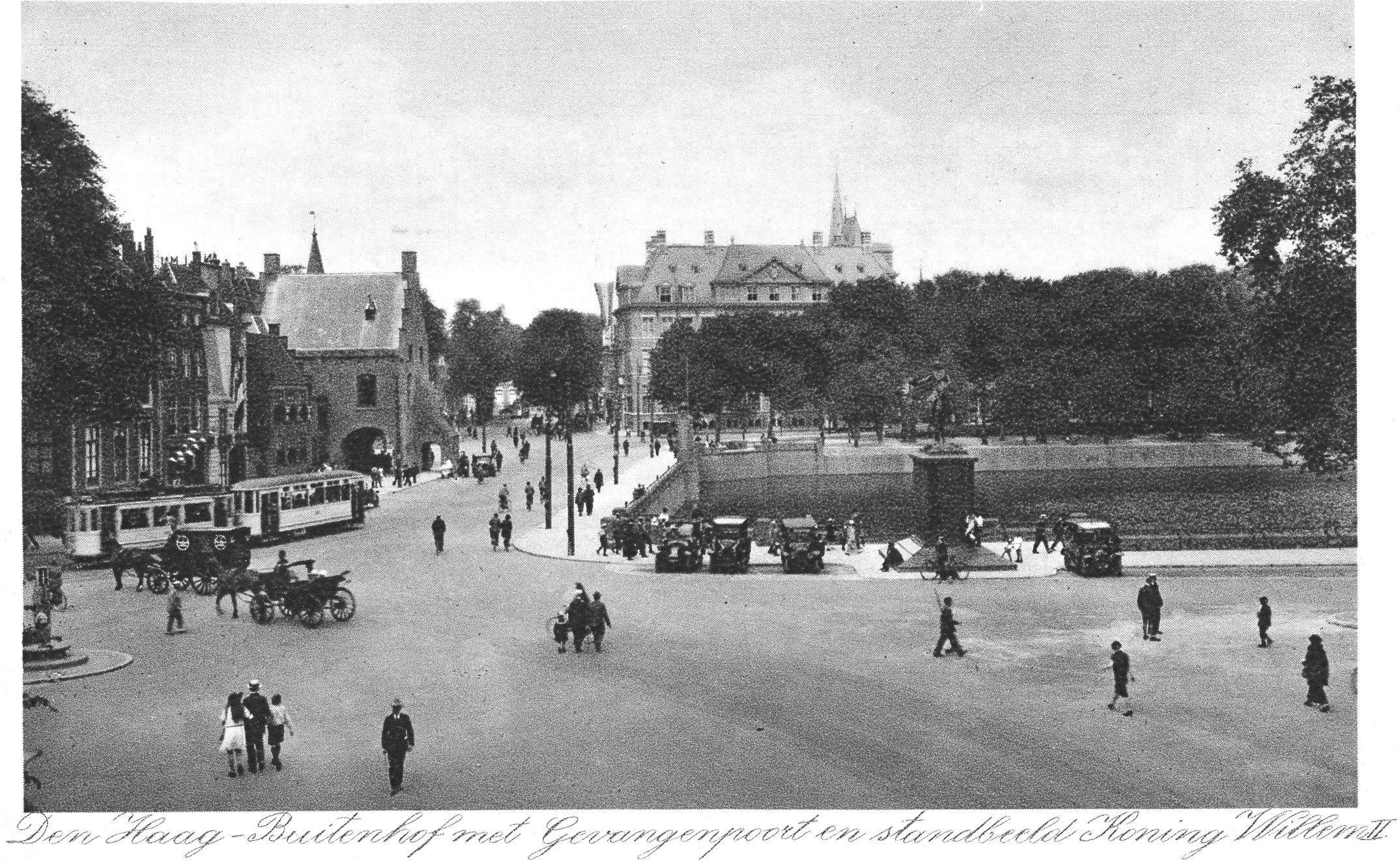
Tram draait van de Vijverdam het Buitenhof op. Vermoedelijk lijn 3, nadat de route over het Binnenhof per 24 december 1924 was verlaten.
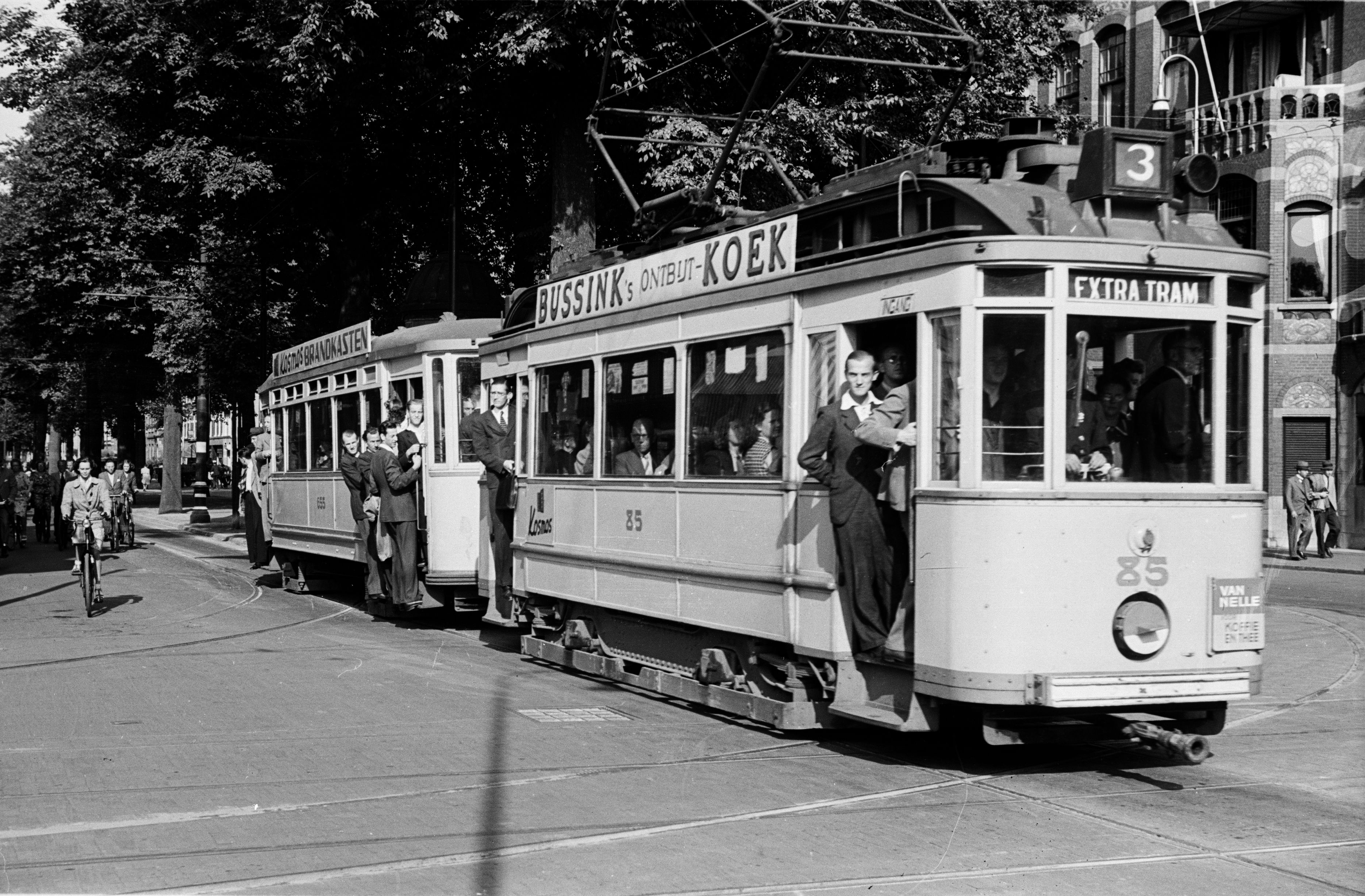
Motorwagen 85 op lijn 3 tijdens de Tweede Wereldoorlog. De tram heeft een verduisterde koplamp. Wegens gebrek aan vervoermiddelen was de tram vaak overvol.
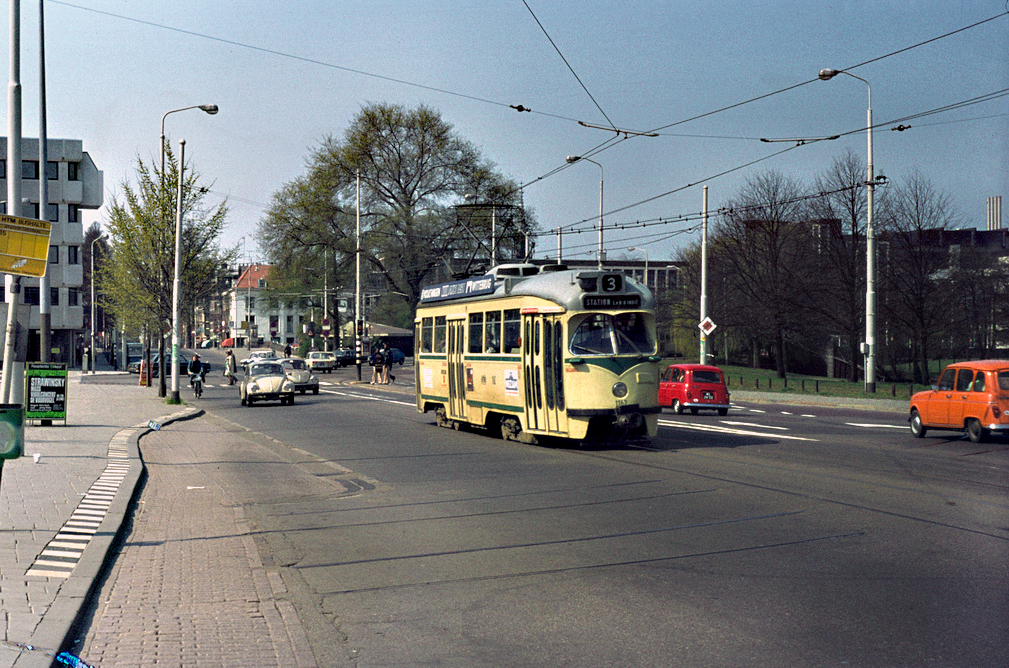
PCC 1162 op lijn 3 richting Station Laan van NOI. Bezuidenhoutseweg, ter hoogte van het Centraal Station. Opname vlak voor ingebruikname Muzenstraatviaduct, 28 mei 1976.
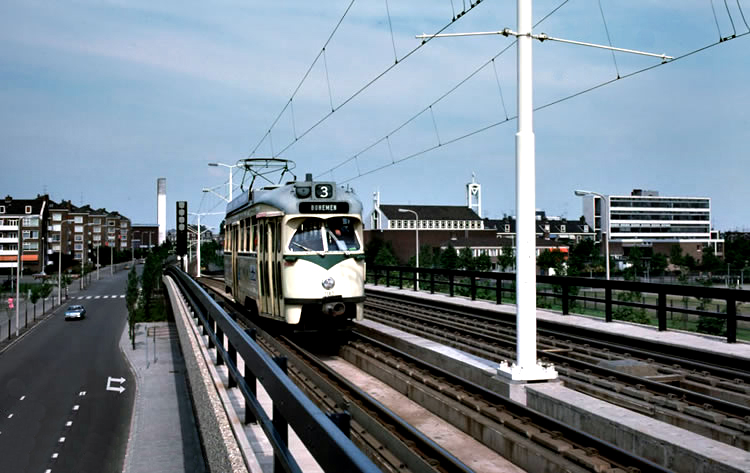
PCC-car serie 1100 op het gloednieuwe tramviaduct boven de Juliana van Stolberglaan, richting CS. 1 juni 1976.
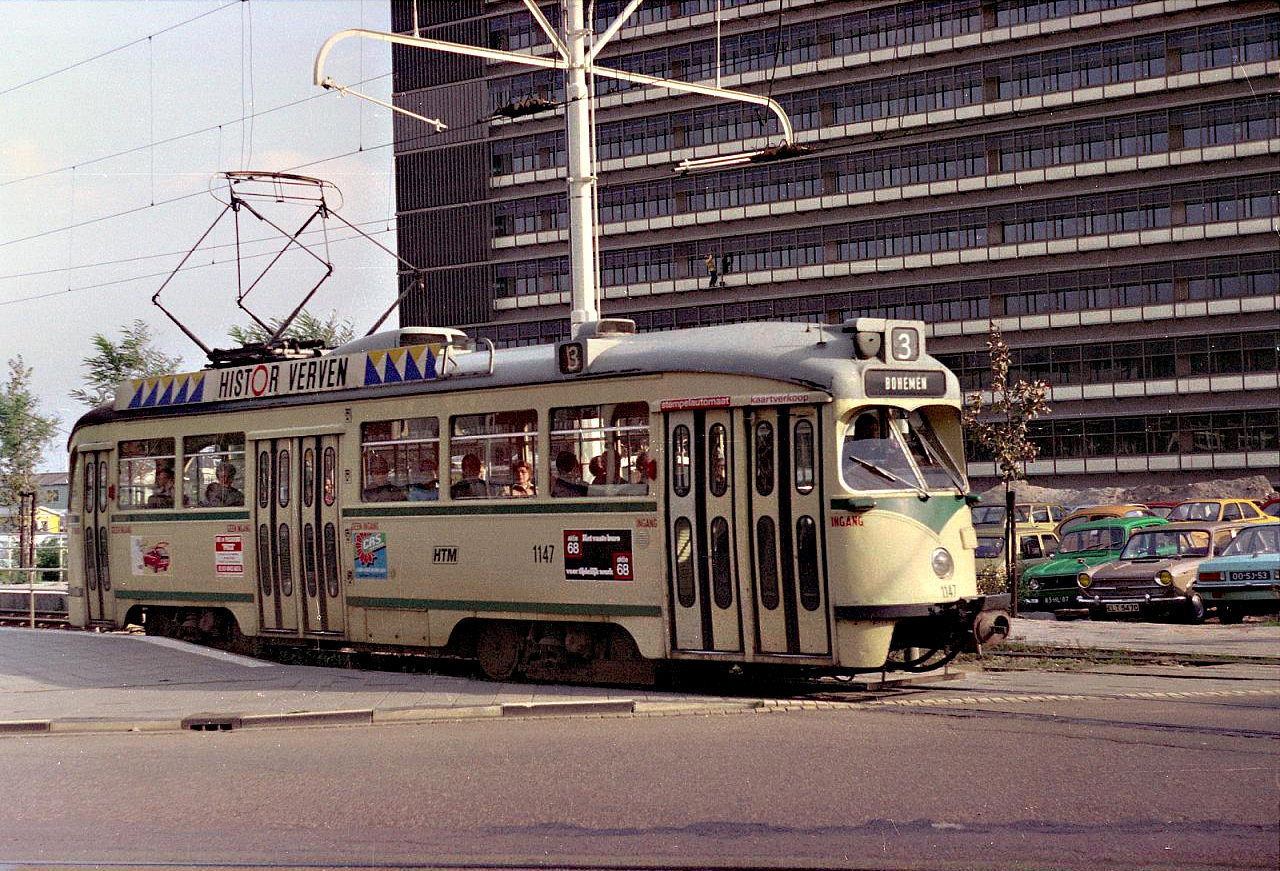
PCC 1147 verlaat de nieuwe halte Muzenstraat richting Kalvermarkt en Spui. Waarschijnlijk zomer 1977.
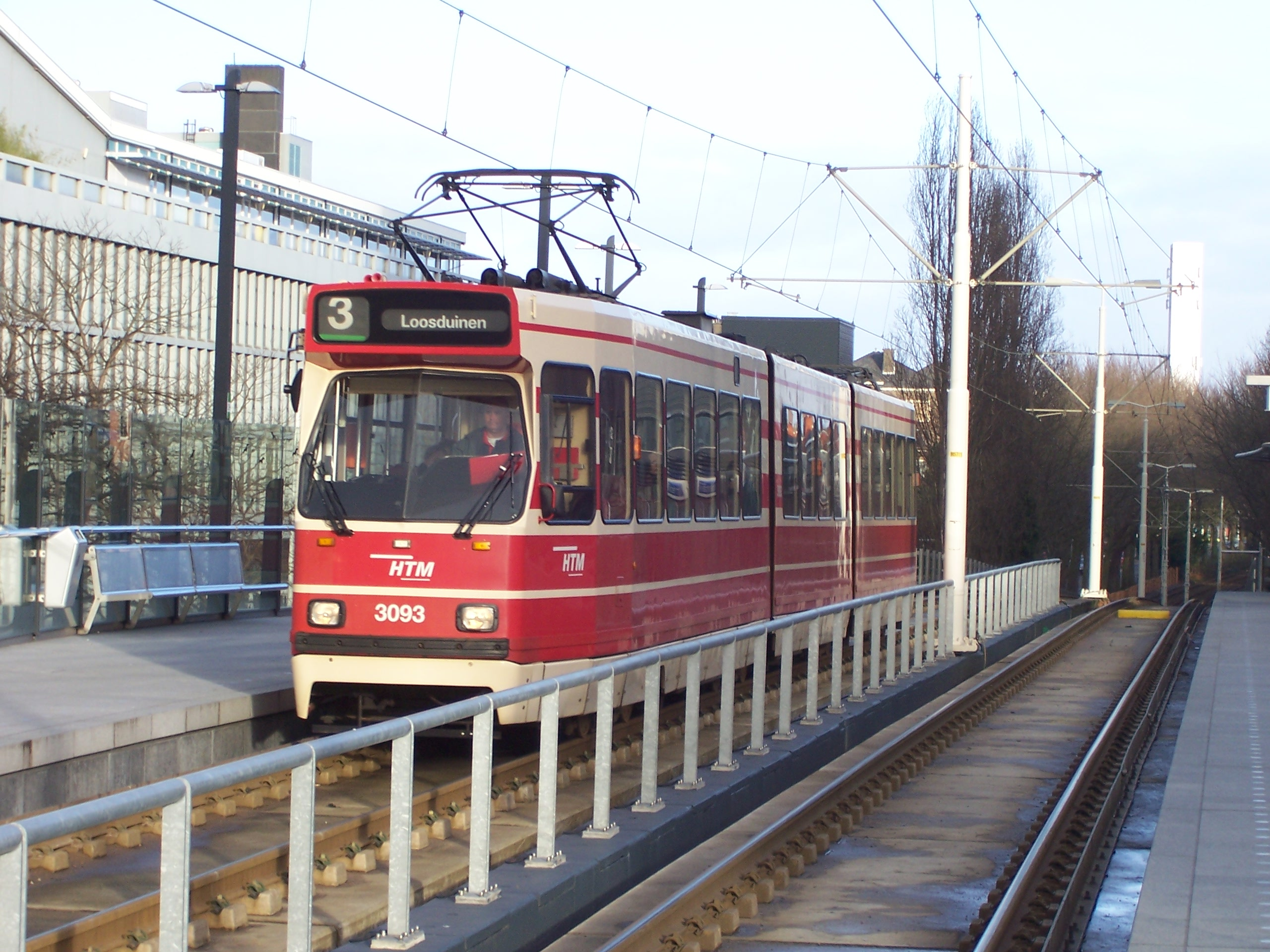
HTM 3093 als lijn 3 bij de vernieuwde tramhalte Ternoot op 21 januari 2006.

### 1966-2007
- 30 oktober 1966: Een nieuwe lijn 3, als combinatie van delen van de oude lijnen 3 en 7 wordt ingesteld op het traject De Savornin Lohmanplein (Bohemen) - Station Laan van Nieuw Oost-Indië. De trajectdelen De Savornin Lohmanplein - Goudenregenstraat en Boslaan - Laan van NOI werden overgenomen van lijn 7, die op dezelfde dag werd opgeheven.
- 29 oktober 1967 werd een kort traject Bohemen - Station Staatsspoor ingesteld. Om en om rijden dienstwagens door naar Station Laan van Nieuw Oost Indië. Op zondagen rijden alle diensten tot daar.
- 9 november 1969: In verband met de vernieuwing van de Bosbrug reed lijn 3 tot 18 juli 1970 via Spui, Kalvermarkt, Fluwelen Burgwal en Herengracht tussen het Buitenhof en Station Staatsspoor.
- 30 mei 1976: Lijn 3 ging gebruikmaken van het nieuwe tramviaduct in het Bezuidenhout bij Ternoot. In verband hiermee werd het traject tussen het Buitenhof en het Centraal Station gewijzigd.
- 15 september 1985: Lijn 3 werd doorgetrokken naar Loosduinen. Het eindpunt De Savornin Lohmanplein werd verlegd naar het Arnold Spoelplein.
- 6 januari 1992: Lijn 3 werd doorgetrokken naar Leidschendam via Voorburg. Het eindpunt Laan van NOI werd verlegd naar Leidsenhage/Ziekenhuis Antoniushove.
- 3 september 2001: Het eindpunt Leidsenhage/Ziekenhuis Antoniushove werd verlegd naar het Centraal Station. Het traject Centraal Station - Leidsenhage werd overgenomen door lijn 2.
- 14 december 2003: Sinds 1887 had lijn 3 (en haar voorganger, paardentramlijn C) onafgebroken door de Zoutmanstraat gereden. Door de geplande omzetting van lijn 3 in een lijn van RandstadRail (geëffectueerd in 2007) zou hierin in ieder geval verandering moeten komen; de Zoutmanstraat was te smal voor RandstadRailvoertuigen en ook andere delen van het binnenstadtraject waren hiervoor ongeschikt. Daarom werd het trajectdeel Zoutmanstraat - Spui vervangen door het trajectdeel Waldeck Pyrmontkade - Lijnbaan - Prinsegracht - Grote Marktstraat, dat voor het overgrote deel werd overgenomen van lijn 10. Het verlaten trajectdeel werd bijna geheel overgenomen door lijn 17.
- 3 juli 2004: Het eindpunt Centraal Station werd verlegd naar station Laan van Nieuw Oost-Indië.
- 16 oktober 2004: Lijn 3 ging door de Haagse tramtunnel rijden.
- 28 augustus 2006: Het eindpunt Arnold Spoelplein werd teruggebracht naar het De Savornin Lohmanplein. Het vervallen trajectdeel werd tijdelijk buiten dienst gesteld om geschikt te worden gemaakt voor RandstadRail. Hierbij verdween de keerlus in Loosduinen, die plaats maakte voor een kopeindpunt. Daardoor was het eindpunt Arnold Spoelplein niet meer geschikt voor de GTL-eenrichtingstrams, maar alleen nog voor de tweerichtingsvoertuigen van RandstadRail.
- 20 september 2006: Het eindpunt Laan van NOI werd teruggebracht naar het Stuyvesantplein.
- 8 oktober 2006: Om ruimte te maken voor het proefbedrijf van RandstadRail werd lijn 3 tussen de Brouwersgracht en Station Laan van NOI opgeheven. In plaats daarvan reed lijn 3 enkele maanden een ruime lus door het centrum naar het Centraal Station (laag) omdat op het Centraal Station (hoog) geen keerlus meer aanwezig was.
- 12 februari 2007: Lijn 3 werd vervangen door RandstadRail 3.
- Trams van de serie 3100 en de 3055 reden abusievelijk wel eens met lijnnummer 53. [2]